# Mary Chemweno
Mary Chemweno (* 2. Februar 1959) ist eine ehemalige kenianische Leichtathletin, die im Sprint und im Mittelstreckenlauf an den Start ging. 1979 wurde sie die erste Afrikameisterin im 800-Meter-Lauf und 1985 siegte sie bei den Afrikameistercshaften in Kairo über 1500 Meter. Ihr Ehemann ist der ehemalige Langstreckenläufer Kipsubai Koskei.

## Sportliche Laufbahn
Erste internationale Erfahrungen sammelte Mary Chemweno vermutlich im Jahr 1979, als sie bei den erstmals ausgetragenen Afrikameisterschaften in Dakar in 2:08,4 min die Goldmedaille im 800-Meter-Lauf gewann und sich über 400 Meter in 55,41 s die Bronzemedaille hinter der Ghanaerin Hannah Afriyie und Nzaeli Kyomo aus Tansania sicherte. Zudem gewann sie mit der kenianischen 4-mal-400-Meter-Staffel in 3:46,1 min gemeinsam mit Rose Tata-Muya, Ruth Waithera und einer unbekannten Athletin die Silbermedaille hinter dem ghanaischen Team. Anschließend belegte sie beim IAAF World Cup in Montreal in 2:04,49 min den sechsten Platz über 800 Meter und gelangte mit der afrikanischen Auswahlstaffel über 4-mal 400 Meter mit 3:36,24 min auf Rang sieben. 1981 belegte sie beim World Cup in Rom in 2:05,73 min den achten Platz über 800 Meter und erreichte im 1500-Meter-Lauf mit 4:10,49 min Rang sieben. 1985 siegte sie in 4:17,90 min über 1500 Meter bei den Afrikameisterschaften in Kairo und gewann in 2:04,58 min die Silbermedaille über 800 Meter hinter ihrer Landsfrau Selina Chirchir. Zudem sicherte sie sich im Staffelbewerb in 3:39,66 min gemeinsam mit Selina Jeruto, Selina Chirchir und Esther Kawaya die Silbermedaille hinter dem nigerianischen Team. Anschließend wurde sie beim IAAF World Cup in Canberra in 4:24,98 min Sechste über 1500 Meter. 1987 gewann sie bei den Afrikaspielen in Nairobi in 2:04,34 min die Bronzmedaille über 800 Meter hinter ihren Landsfrauen Selina Chirchir und  Florence Wanjiru. Daraufhin trat sie nicht mehr international in Erscheinung.
1981 wurde Chemweno kenianische Meisterin über 400 und 800 Meter sowie 1986 erneut über 800 Meter.